# Figularia tahitiensis
Figularia tahitiensis är en mossdjursart som först beskrevs av Campbell Easter Waters 1923.  Figularia tahitiensis ingår i släktet Figularia och familjen Cribrilinidae. Inga underarter finns listade i Catalogue of Life.